# Senopterina distincta
Senopterina distincta är en tvåvingeart som först beskrevs av Walker 1849.  Senopterina distincta ingår i släktet Senopterina och familjen bredmunsflugor.
Artens utbredningsområde är Uruguay. Inga underarter finns listade i Catalogue of Life.